# 214883 Yuanxikun
214883 Yuanxikun è un asteroide della fascia principale. Scoperto nel 2007, presenta un'orbita caratterizzata da un semiasse maggiore pari a 2,3884453 UA e da un'eccentricità di 0,2147321, inclinata di 7,73138° rispetto all'eclittica.